# Калинино (Тукаевский район)
 Калинино  — деревня в Тукаевском районе Татарстана. Входит в состав Мелекесского сельского поселения.

## География
Находится в северо-восточной части Татарстана на расстоянии приблизительно 13 км на юго-запад от юго-западной границы районного центра города Набережные Челны.

## История
Основана в 1930-х годах. Относится к населенным пунктам с кряшенским населением.

## Население
Постоянных жителей было: в 1938—118, в 1949—177, в 1958—148, в 1970—175, в 1979—136, в 1989 — 58, 94 в 2002 году (татары 74 %, фактически кряшены), 89 в 2010.